# SysML
SysML (англ. The Systems Modeling Language, язык моделирования систем) — предметно-ориентированный язык моделирования систем. Поддерживает определение, анализ, проектирование, проверку и подтверждение соответствия широкого спектра систем. SysML изначально разрабатывался в рамках проекта спецификации с открытым исходным кодом, и имеет открытую лицензию для распространения и использования. Как язык, SysML является расширением части языка UML.
По сравнению с UML, ориентированным на моделирование программных продуктов, SysML предоставляет системному инженеру дополнительные возможности:
- Большая гибкость и выразительность. SysML убирает программно-ориентированные ограничения UML за счёт введения двух дополнительных типов диаграмм: диаграммы требований и параметрической диаграммы. Первая, очевидно, служит для сбора требований, а вторая для количественного анализа и анализа производительности. В результате становится возможным моделирование широкого спектра систем, которые могут включать оборудование, ПО, информацию, процессы, персонал и площади.
- SysML более компактный язык, его легче изучать и применять, так как он избавлен от многих программно-ориентированных особенностей UML.
- Конструкции языка для управления моделью поддерживают модели, представления (англ. views), и точки зрения (англ. viewpoints) (используются для создания представлений[1]). Эти конструкции расширяют возможности UML и архитектурно стоят в одном ряду с IEEE-Std-1471-2000 (Рекомендованная IEEE практика для архитектурного описания программно-нагруженных систем) англ. (IEEE Recommended Practice for Architectural Description of Software Intensive Systems).